# Panagjurisjte
Panagjurisjte (bulgariska: Панагюрище) är en ort i Bulgarien.   Den ligger i kommunen Obsjtina Panagjurisjte och regionen Pazardzjik, i den centrala delen av landet, 70 km öster om huvudstaden Sofia. Panagjurisjte ligger 526 meter över havet och antalet invånare är 19 389.
Terrängen runt Panagjurisjte är huvudsakligen kuperad, men den allra närmaste omgivningen är platt. Panagjurisjte är det största samhället i trakten.
Omgivningarna runt Panagjurisjte är en mosaik av jordbruksmark och naturlig växtlighet. Runt Panagjurisjte är det ganska tätbefolkat, med 52 invånare per kvadratkilometer.